# 麻疹疫苗
麻疹疫苗（英語：measles vaccine）是一種可以有效預防麻疹的疫苗。九個月大的嬰兒施打疫苗後有85%能免疫，如果在1歲以後施打則有95%的孩子能夠免疫。如果在施打第一劑疫苗後沒有對麻疹免疫，在補施打第二劑之後通常就會對麻疹免疫。人口中對麻疹免疫的人數比例超過93%後，通常就不會再發生流行，但若施打疫苗的比例下滑就可能會再發生流行。施打麻疹疫苗提供的免疫力會持續許多年，對麻疹的免疫力是否會隨時間下降目前還不清楚。即使在感染麻疹後數天施打，麻疹疫苗仍然可能發揮它的保護力。
通常該疫苗對於HIV感染者而言很安全。其副作用通常輕微而短暫，可能會在注射疫苗部位產生輕微疼痛或發熱。約有0.1%的施打者出現全身型過敏性反應的紀錄。在施打後，吉巴氏綜合症、自閉症與炎症性腸病等副作用的比率皆無提升。
麻疹疫苗在市面上有以單獨的型式提供，也有與其他疫苗（包括德國麻疹疫苗、腮腺炎疫苗、以及水痘疫苗）一起製成多合一疫苗，稱為麻疹腮腺炎德國麻疹疫苗（MMR），或麻疹腮腺炎德國麻疹水痘疫苗（MMRV）。不論單獨或是多合一，麻疹疫苗的作用都同樣好。世界衛生組織建議在麻疹流行地區，應在嬰兒九個月大時施打疫苗；對於非流行地區則在一歲大時施打。麻疹疫苗是一種活性減毒疫苗，原來是粉末狀，在施打前必須先泡開之後再進行皮下或肌肉注射。疫苗施打後是否有獲得免疫力，可以透過血液檢驗確認。

## 历史
麻疹疫苗最早於1963年引入。当年，诺贝尔生理学或医学奖得主约翰·富兰克林·恩德斯和同事利用Edmonston-B株，成功研发出了麻疹疫苗并获批准上市。1968年，美国科学家莫里斯·希勒曼和同事改进了此疫苗，而改进版的疫苗自1968年起就是美国唯一在使用的麻疹疫苗。
希勒曼的团队于1971年进一步发明了麻腮风三联疫苗（MMR）。水痘疫苗則於2005年加入，成為麻疹腮腺炎風疹水痘混合疫苗（MMRV）。
2008年，約192個國家實施施打兩劑疫苗。2013年，全球約85%的小孩接受了麻疹疫苗的施打。根據世界衛生組織基本藥物標準清單，該疫苗成為衛生系統中最重要的藥物，且該疫苗並不貴。

## 醫療用途

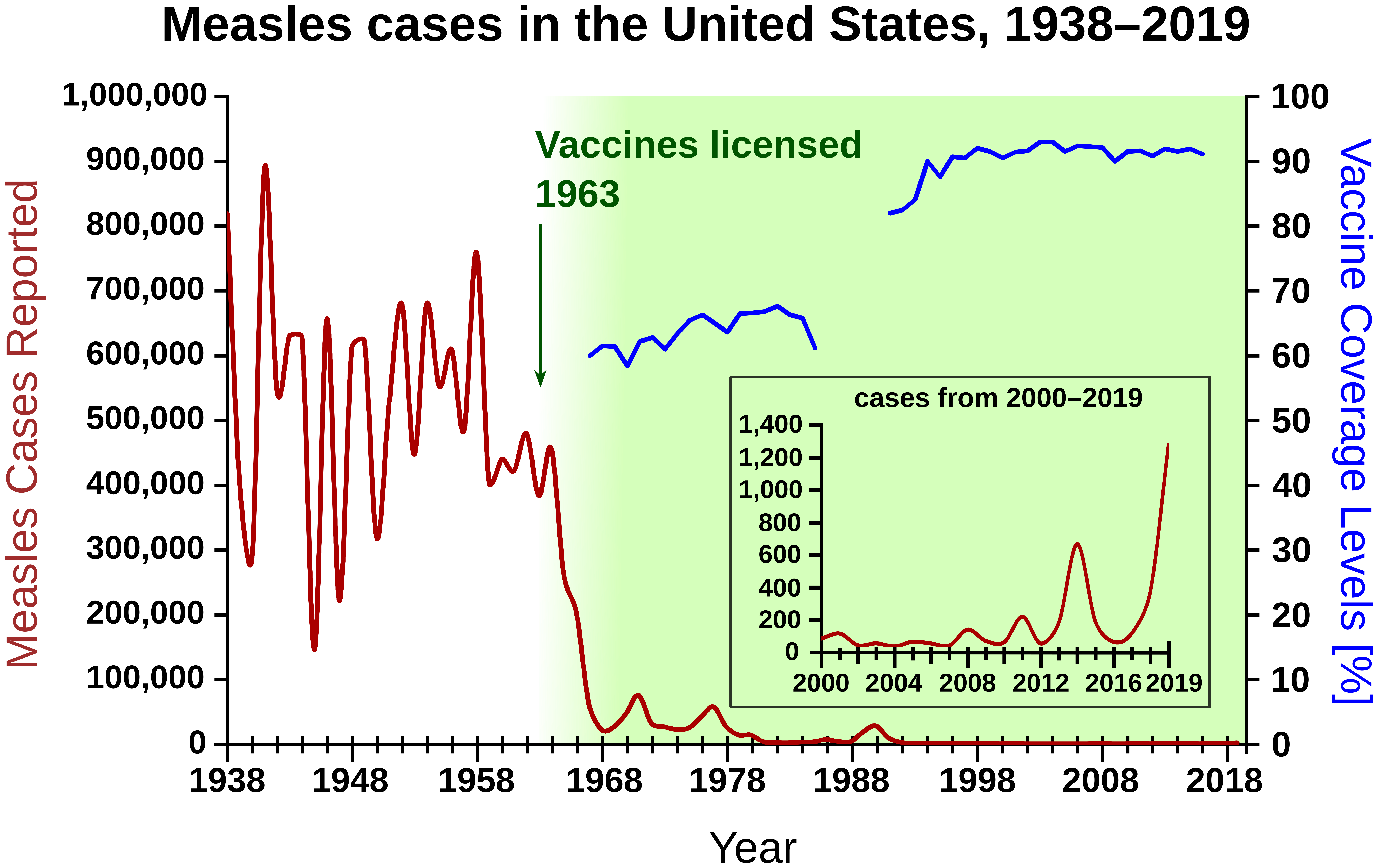
美國在開始使用麻疹疫苗後，每年病例顯著下降

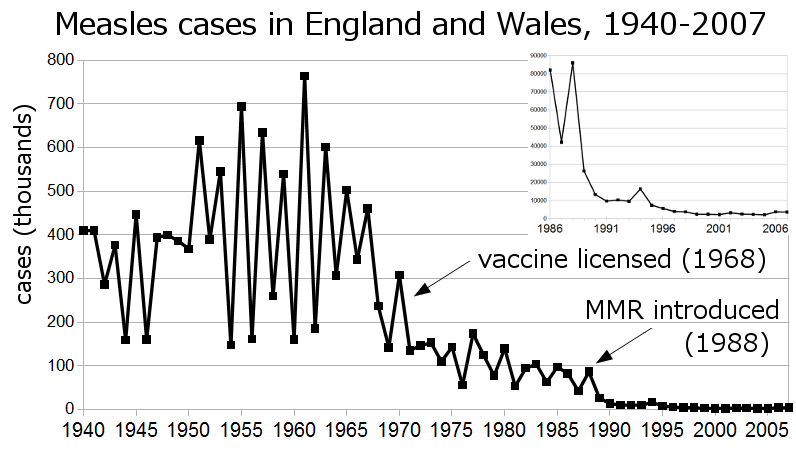
英格蘭和威爾斯的麻疹病例

在麻疹疫苗廣泛使用之前，麻疹是相關普遍的疾病，甚至被認為是「和死亡與稅一樣無法避免」。美國在1963年開始使用麻疹疫苗，每年的病例從數十萬人降到數萬人。1971年及1977年的麻疹疫情使得疫苗使用量上昇，在1980年代每年的病例降到數千人。在1990年又有三萬人感染麻疹，因此又推動了新一波的疫苗接種，並且在指定的時間再補打第二劑疫苗，在1997年至2013年時，每年的病例少於二百名，多半認為美國已不再流行麻疹。2014年出現了610起麻疹病例。在2015年1月發現了30名病例，可能是在2014年12月底在加州安那翰受到的感染。
麻疹疫苗對於預防疾病、殘障及死亡上的助益有相關文獻支持。在開始麻疹疫苗接種後的頭二十年，美國估計減少了5200萬名麻疹病例，減少了17,400名智能障礙病例、以及讓5,200人免於死亡。在1999年至2004年時，世界卫生组织及联合国儿童基金会推動的策略推昇了麻疹疫苗在全球的使用情形，估計每年減少了1400萬人死亡。麻疹疫苗的引入讓美國以及其他已開發國家的麻疹幾乎絶跡。疫苗是用活病毒製成，因此會有一些副作用，不過副作用的比例以及嚴重性都比麻疹本身帶來的疾病及死亡要輕微。疫苗對少部份的受體確實的副作用，副作用包括紅疹，偶爾也會造成驚厥的副作用，但是非常罕見。
麻疹在全球被列為地方性流行病，雖然自2000年起美國宣告境內的麻疹已經消滅，不過為了要避免美國麻疹再度爆發，維持美國境內不再流行麻疹的情形，需要維持高疫苗注射率，也要和拒絕注射疫苗的人有良好的溝通。美國在2005年有66例麻疹病例，其中約超過一半的病例是因為一個沒有注射過疫苗的人，在去羅馬尼亞旅遊後感染了麻疹。而此感染者回到社區，接觸到許多也沒有注射過疫苗的兒童。這次的疫情造成34人感染，大部份是兒童，幾乎全部未接種疫苗，其中有9%住院，這些疫情造成的支出約美金167,685元。因為周圍社區的疫苗注射率高，因此避免了一波大規模的疫情。
疫苗除了預防麻疹感染外，還有預防呼吸道感染的非特異性效果。若在一歲以前使用，效果較大。有一種高力價的疫苗在女性身上副作用較嚴重，因此已不再被世界衛生組織推薦使用。麻疹會造成上呼吸道疾病，會導致肺炎及支氣管炎等併發症，麻疹疫苗也有助於控制慢性阻塞性肺病（COPD）及哮喘，避免其惡化。

## 接種時程
世界衛生組織建議所有兒童就要施打二劑疫苗。若是罹患麻疹風險較高的國家，第一劑需在九個月之前施打，否則在滿一歲時施打即可。第二劑和第一劑之間至少要間隔一個月以上，一般是在15至18個月時施打。
美國疾病管制署建議6至12個月的兒童若要出國，需事先接受第一劑的麻疹疫苗注射，否則第一劑多半會在12至18個月施打。第二劑會在七歲時（六歲將滿七歲的最後一天，或是之前）施打，或是在進幼稚園前施打。疫苗會施打在上臂的外側。若是針對成人，會給予皮下注射，在28天後再施打第二劑。若是五十歲以上，只需施打一劑即可。

## 不良反应
和麻腮風三聯疫苗（MMR疫苗）有關的不良反應包括發燒、注射部位的疼痛、罕見的情形下會有皮膚紅色或是紫色的變色（血小板减少性紫癜），或是熱性痙攣。已有許多研究證實麻腮風三聯疫苗不會導致自閉症。

### 禁忌症
- 孕婦：孕婦不能施打MMR疫苗[28]。
- 感染HIV的兒童，其CD4受体計數若小於15%，不能接受麻疹疫苗注射[29]。